# McMillan Tac-50
Le McMillan Tac-50 est un fusil de précision américain, produit à Phoenix dans l'Arizona par la McMillan Brothers Rifle Company. Cette arme est conçue pour du tir anti-matériel et antipersonnel.
McMillan fabrique plusieurs versions d'armes de calibre 50 basées sur le même modèle pour militaires, policiers et civils.

## Historique
En 2018, avec cette arme, un tireur d'élite canadien de la Deuxième Force opérationnelle interarmées réussit un tir létal à 3 540 mètres en Irak et bat d'un kilomètre le record du monde précédent (2 475 mètres, détenu par le britannique Craig Harrison armé d'un L115A3 Long Range Rifle), la durée du vol du projectile a été d'une dizaine de secondes à une vitesse de 1 274 km/h en moyenne.

## Utilisateurs

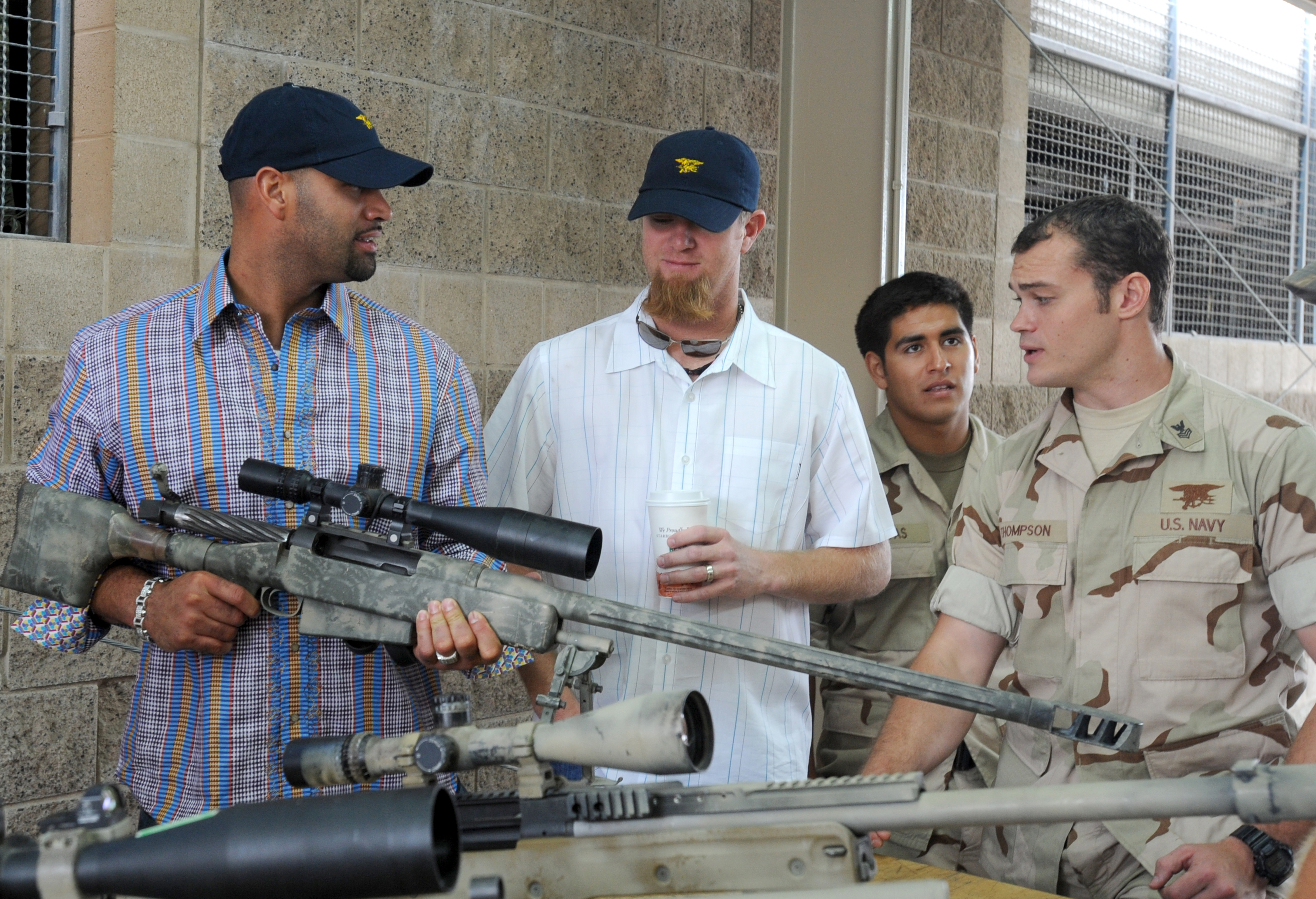
Un Special Warfare Operator de l'US Navy SEALs présente un fusil Mk 15 à Albert Pujols et Ryan Franklin.

- Canada : utilisé par les Forces canadiennes dont il est l’arme standard longue distance depuis les années 2000 et désigné comme le C15 Long Range Sniper Weapon (LRSW)[2] ;
- États-Unis : utilisé par les United States Navy SEALs sous le code Mk 15[3] ;
- France : utilisé par les casques bleus de l'Infanterie de Marine en 1992-1993 ;
- Géorgie : utilisé par les Forces spéciales de l'Armée géorgienne ;
- Israël : utilisé par des unités des forces israéliennes[4] ;
- Jordanie : utilisé par le SRR-61 (Special Reconnaissance Regiment)[5] ;
- Turquie : Utilisé par la gendarmerie de commandement général, comme McMillan Tac-50. utilisé par les commandos de montagne de l'armée turque[6].